# زيد كندي
زيد كندي هي قرية في مقاطعة شاهين دج، إيران. يقدر عدد سكانها بـ 264 نسمة بحسب إحصاء 2016.